# Commanderie de Carlat
La commanderie de Carlat (nommée "Cari", du diocèse de Clermont-Ferrand dans le Processus contra templarios, document d'accusation établi par les clercs du pape) se situait dans le département du Cantal en Auvergne à l'intérieur du château de Carlat.
C'était la plus importante commanderie d'Auvergne.

## Histoire
En 1128, Raymond Bérenger III le Grand, comte de Barcelone, époux de Douce de Carlat, avait été reçu dans l'ordre du Temple et fut à l'origine de la commanderie établie à l'intérieur même de la forteresse de 1176 à 1311.
Après la dissolution de l'Ordre du Temple en 1312, la commanderie a été dévolue aux Hospitaliers de l'ordre de Saint-Jean de Jérusalem.
En 1603, Henri IV, roi de France ordonna la démolition de la forteresse de Carlat et par conséquent des bâtiments de la commanderie qui se trouvaient en son sein.
Une campagne de fouille de la commanderie a été entreprise avec un relevé topographique et un plan général du site en 2004. Non loin, une étude a été entreprise par la même équipe sur la commanderie des hospitaliers de l'Hôpital-Chaufranche à Saint-Cirgues-de-Malbert.

## Possessions dépendant de Carlat
Ces possessions ont évolué au gré des remembrements successifs entre les commanderies du grand prieuré d'Auvergne:
1. Prieuré d'Ortigier, paroisse de Jaleyrac, actuelle commune de Sourniac
En 1346, Bertrand de Montfort fait foi et hommage au commandeur de Carlat pour l'annexe d'Ortigier[4],[5]. En 1467, Louis de Rillac est commandeur de Carlat et d'Ortigier[6]. Ortigier n'apparait plus ensuite que comme rente attachée à l'Hôpital-Barbary, membre de Carlat[7]
2. Hôpital de Barbary joint à Neyrecombe, paroisse du Vigan
3. Hôpital du Monteil, paroisse de Saint-Rémy-de-Salers
4. La Salvetat, paroisse de Saint-Mamet-la-Salvetat
5. Hôpital de Chaufranche[8] (ou Chauffrange), paroisse de Saint-Chamant
6. Hôpital de Malleret (Malareto, 1293)[9], paroisse de Saint-Cirgues-de-Malbert[10]
7. Villedieu ou Stadieu [sic] près de Maurs, actuelle commune du Trioulou
Chapelle Saint-Jean-Baptiste de Villedieu et justice haute, moyenne et basse du village d'Estadieu (Standieu). Existence avérée jusqu'en 1616 puis abandonné ou vendu car n'apparaît plus parmi les membres de Carlat à la fin du XVIIe siècle[7],[11]
8. Coudert, commune de Clergoux en Corrèze
Couder en Limousin, vicaire de Saint-Jean du Coudert (1763)
9. Machat en Limousin
10. Orliat en limousin
11. Le Breuil en Limousin.
12. Laumond, commune de Sérilhac en Corrèze
Sentence du sénéchal du Bas-Limousin en 1618 reconnaissant que le village de Laumond appartient au commandeur de Carlat.[12]. Bail en 1758 du membre de Laumond, paroisse de Sérilhac, dépendant de la commanderie de Carlat[13]

En 1468, une transaction entre Jacques d'Armagnac et le commandeur de Saint-Viance prévoit la construction par l'Ordre d'une nouvelle chapelle à Carlat avec droit d'inhumation pour la famille du vicomte qui lui cède à Aurillac une maison avec cours, rue saint-Jacques, et un jardin.
Outre ces biens immeubles, le commandeur de Carlat percevait des rentes en toute justice sur les bourgs suivants:
- Au sein de la paroisse de Carlat: à Cabannes, Lessenat, Celles, Peyrose
- Dans l'ancienne paroisse de Raulhac: à Lobéjal, Les Bousquants, La Cassade, Montcalvin, Badaillac, La Queyrie, Cropières, Lavergne, Peuchmourier, Gouls, Rentières, Barriac, Guimont, La Mouzonade
- Paroisse Saint-Clément: au bourg
- Paroisse de Saint-Etienne: à Escaseaux, Espeils, La Grange
- Paroisse de Cros: à Morzières
- Paroisse de Labrousse: à Drulhes, Roussy, Teil et au bourg
- Paroisse d'Arpajon: à Lapeyrusse, Carsac, La Vergne
- Paroisse de Polminhac: à Maurejouls, Esmons, Salès, Murat Lagasse
- Aux bourgs de Prondels [sic], l'Hôpital, Négreserre, Albignac [sic][N 1], Mur-de-Barrès, Taussac, Alleix [sic][N 2], Peyrac, Cassaniouse, Montredon, Saint-Santin, Saint-Étienne-de-Maurs, Saint-Constant, Maurs, Mourjou, Marcolès, Saint-Paul[N 3], Reilhac, Vézac, Trémolet, Boussac, Giou-de-Mamou

Le commandeur levait également la dîme sur de nombreuses paroisses:
- À partir du membre de Corrèze:
  - Village de Soubslarcie, Boucine, Le Soulier (Souillier), La Chastre, La Borie d'Urlan (La Borie), Durcant, La Prade (Laprade), Reygnac (Reignat), Brousse, Le Bech (Lebech), Puynèdre (Puymaigre) et le château de Ternat

## Autres possessions relevant du grand prieuré d'Auvergne
- Voir : Grand prieuré d'Auvergne

## Commandeurs
(Après 1309, l'ordre étant dissous il ne s'agit plus de commandeurs, ou précepteurs, de l'ordre des Templiers.)
| Nom du commandeur                  | Dates     | Compléments                          |
| Bertrand de Sartiges               | 1290-1309 | Templier                             |
| Pierre du Vernet                   | 1335      | Hospitalier                          |
| N de Sartiges de Montfort          | 1346      |                                      |
| Hugues de Montclar                 | 1347      |                                      |
| Bernard de Sartiges                | 1408      |                                      |
| Guillaume de Cologne               | 1408      |                                      |
| Guillaume de Saint-Julien          | 1413      |                                      |
| Jean de Lastic                     | 1430-1437 | grand maître                         |
| Louis de Reilhac                   | 1458      |                                      |
| Bernard d'Adieu                    | 1460      |                                      |
| N Philip de Saint-Viance           | 1462-1474 |                                      |
| Louis de Reilhac                   | 1478      |                                      |
| Claude de Giou                     | 1480-1483 | tué à la défense de Rhode            |
| Guillaume de Lastic                | 1483      |                                      |
| Antoine Hodicq                     | 1489      |                                      |
| Georges de Saint-Julien            | 1503      |                                      |
| Albert de Colrad                   | 1520      |                                      |
| Guillaume de Lafont                | 1529-1539 |                                      |
| Antoine de Naucaze                 | 1539-1474 |                                      |
| Jean de Felzins-Montmurat          | 1551      |                                      |
| Antoine de Villars                 | 1561      | grand maréchal                       |
| Thomas de La Tour d'Auvergne       | 1571      |                                      |
| Arthur d'Advisé                    | 1573      |                                      |
| Thomas de La Tour d'Auvergne       | 1580      |                                      |
| Louis de Villars                   | 1586-1602 |                                      |
| Arthur d'Advisé                    | 1605      |                                      |
| Antoine Philip de Saint-Viance     | 1620-1630 | démissionnaire en vue de son mariage |
| Jean de Felzins-Montmurat          | 1636      |                                      |
| Philippe Motier de La Fayette      | 1647      |                                      |
| N Philip de Saint-Viance           | 1659-1663 |                                      |
| Louis des Escure                   | 1669      |                                      |
| Hugon du Prat                      | 1676      |                                      |
| Louis II de Villars                | 1681      |                                      |
| Grt de Fougères de Cluzeau         | 1691      |                                      |
| Antoine de Faye de Latour-Maubourg | 1710-1720 |                                      |
| N. de Vogüé de Gourdan             | 1733-1736 |                                      |
| Ferdinand de Langon                | 1741-1753 |                                      |
| Jean Philip de Saint-Viance        | 1769-1773 |                                      |
| Joseph del Peyroux                 | 1786      |                                      |
| Jean de Félines de La Renaudie     | 1788-1791 |                                      |